# C'est dur d'être un homme : Tora-san est nostalgique
Série C'est dur d'être un homme
C'est dur d'être un homme : Le Millionnaire
(1970) C'est dur d'être un homme : Un air de candeur
(1971)
Pour plus de détails, voir Fiche technique et Distribution.
C'est dur d'être un homme : Tora-san est nostalgique ou C'est dur d'être un homme : La Nostalgie (男はつらいよ 望郷篇, Otoko wa tsurai yo: Bōkyō hen) est un film japonais réalisé par Yōji Yamada et sorti en 1970. C'est le 5e des cinquante films de la série C'est dur d'être un homme.

## Synopsis
Tora-san se réveille en sursaut après avoir rêvé de la mort de son oncle. Persuadé du caractère prémonitoire de ce songe, il se rend en toute urgence  à Tokyo pour organiser les funérailles et fait irruption dans le magasin de sucrerie familial en compagnie d'un agent des pompes funèbres. Mais Tora-san trouve son oncle en pleine forme, et le moment d'incompréhension passé, une dispute éclate entre les deux hommes.
Noboru apprend à Tora-san que son ancien boss est mourant et qu'il veut lui parler. Les deux hommes se rendent à son chevet à Sapporo sur l'île de Hokkaidō. Ils trouvent le chef yakuza en plein dénuement sur son lit d’hôpital. Il implore Tora-san de persuader son fils de venir le voir. Tora-san et Noboru acceptent et partent à la recherche de Sumio Ishida. Ce dernier travaille aux chemins de fer. Témoin dans son enfance de la violence de son père, il refuse de les suivre, ainsi le chef de clan meurt sans avoir revu son fils. De retour à Tokyo, Tora-san est bouleversé par cette expérience, il annonce à sa famille qu'il va se ranger et trouver un travail honnête.
Quelque temps plus tard, la famille reçoit des nouvelles de Tora-san, il a trouvé du travail à Urayasu. Sakura part rendre visite à son frère et le trouve derrière les fourneaux d'une échoppe de tofu frit tenu par Setsuko et sa mère. Tombé amoureux de Setsuko, Tora-san est persuadé que cet amour est réciproque lorsque la jeune fille lui fait promettre de rester travailler dans l'échoppe. Mais Setsuko ne cherche qu'à s'assurer que sa mère ne reste pas seule alors qu'elle s'apprête à quitter la région avec son amoureux qui est muté dans un autre poste. Lorsqu'il comprend sa méprise, Tora-san s'enfuit et reprend la route.

## Fiche technique
- Titre français : C'est dur d'être un homme : Tora-san est nostalgique[1]
- Titre français alternatif : C'est dur d'être un homme : La Nostalgie[2]
- Titre original : 男はつらいよ 望郷篇 (Otoko wa tsurai yo: Bōkyō hen?)
- Titres anglais : Tora-san's Runaway[3]
- Réalisation : Yōji Yamada
- Scénario : Yōji Yamada et Akira Miyazaki (ja)
- Photographie : Tetsuo Takaha (ja)
- Montage : Iwao Ishii (ja)
- Musique : Naozumi Yamamoto
- Décors : Kiminobu Satō
- Sociétés de production : Shōchiku
- Pays de production :  Japon
- Langue originale : japonais
- Format : couleur — 2,35:1 — 35 mm — son mono
- Genres : comédie dramatique ; romance
- Durée : 88 minutes[4] (métrage : sept bobines - 2 420 m[4])
- Dates de sortie :
  - Japon : 26 août 1970[4]
  - États-Unis : 28 mai 1971[3]

## Distribution
- Kiyoshi Atsumi : Torajirō Kuruma / Tora-san
- Chieko Baishō : Sakura Suwa, sa demi-sœur
- Shin Morikawa (ja) : Ryūzō Kuruma, son oncle
- Chieko Misaki (ja) : Tsune Kuruma, sa tante
- Gin Maeda (en) : Hiroshi Suwa, le mari de Sakura
- Aiko Nagayama (ja) : Setsuko Miura
- Tokuko Sugiyama (ja) : Tomiko, sa mère
- Hisashi Igawa : Tsuyoshi Kimura
- Seiji Matsuyama (ja) : Sumio Ishida
- Michio Kida (ja) : l'ancien boss de Tora-san
- Masahiko Tanimura (ja) : son homme de main
- Gajirō Satō (ja) : Gen
- Hisao Dazai (ja) : Umetarō Katsura, le voisin imprimeur
- Chishū Ryū : Gozen-sama, le grand prêtre
- Taisaku Akino (ja) : Noboru Kawamata

## Autour du film
Le film est classé 8e meilleur film japonais de l'année 1970 par la revue Kinema Junpō,.

## Distinctions
Sauf indication contraire, les informations mentionnées dans cette section peuvent être confirmées par la base de données cinématographiques IMDb,  présente dans la section « Liens externes ».

### Récompenses
- 1971 : prix Kinema Junpō de la meilleure actrice pour Chieko Baishō et du meilleur scénario pour Yōji Yamada et Akira Miyazaki (ja)[5]
- 1971 : prix Mainichi de la meilleure actrice pour Chieko Baishō et du meilleur scénario pour Yōji Yamada et Akira Miyazaki (ja)[7]